# Нижні Синівці
Нижні Сині́вці — село в Україні, у Тереблеченській сільській громаді Чернівецького району Чернівецької області.

## Географія
Через село тече річка Молниця, ліва притока Серету.

## Історія
1980 року в селі встановлено пам'ятник прикордонникам (скульптор Б. Попович, архітектор В. Кузубов).